# 宍喰駅
宍喰駅（ししくいえき）は、徳島県海部郡海陽町久保字松本にある、阿佐海岸鉄道阿佐東線の駅である。
路線中唯一の有人駅でCTC制御所が設置されており、阿佐海岸鉄道の本社及び車庫所在地である。また、徳島県最南端の駅でもある。

## 歴史
- 1992年（平成4年）3月26日：開業[3][4]。
- 1999年（平成11年）：自動券売機を設置[5]。
- 2010年（平成22年）
  - 8月：メダカが駅長に就任[6]。
  - 12月7日：イセエビ2匹が駅長に就任[6][7]。メダカ駅長退任。
- 2014年（平成26年）4月1日：自動券売機を撤去[5]。
- 2019年（平成31年）3月9日：2021年営業運転開始予定のDMV新製車両の1両が落成し、当駅でそのお披露目イベントが開催[8][9]。
- 2020年（令和2年）12月1日：この日からDMV工事完了まで代行バス輸送となる。牟岐方面への乗り換え駅も海部駅から阿波海南駅に変更[10][11]。
- 2021年（令和3年）12月25日：DMV運行開始[12][13]。
- 2024年（令和6年）3月16日：ダイヤ改正により土休日運行の室戸発着便が当駅に5分間停車となる[14]。

## 駅構造

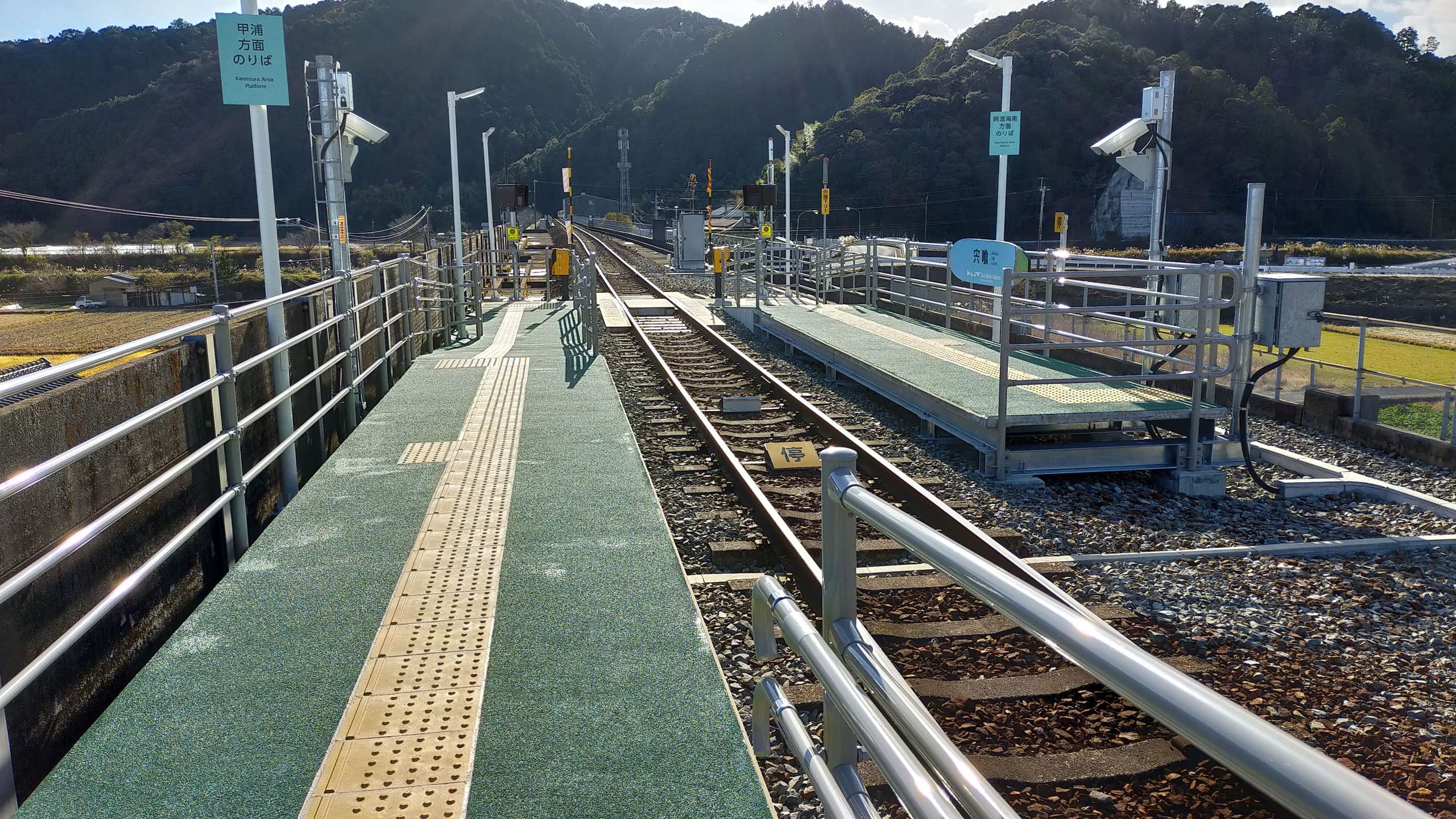
ホーム

相対式ホーム2面1線を有する高架駅。DMV運行にあたり駅構内（上り線ホーム増設等）及び線路配線を改良、2021年12月25日から運用開始した。高架駅であるがホーム間には構内踏切が設置されており、上り（阿波海南方面）ホームへはこれを利用して移動する。
エレベーター、トイレ及び旅行センター設置。駅スタンプが存在。駅舎内に海陽町商工会宍喰支所が入居している。
旧留置線側にはASA-300形気動車「たかちほ」が静態保存されている。
| のりば | 路線      | 行先                           |
| ------ | --------- | ------------------------------ |
| 下り   | ■阿佐東線 | 甲浦駅・海の駅東洋町方面       |
| 上り   | ■阿佐東線 | 阿波海南駅・阿波海南文化村方面 |

### DMV乗り入れ前

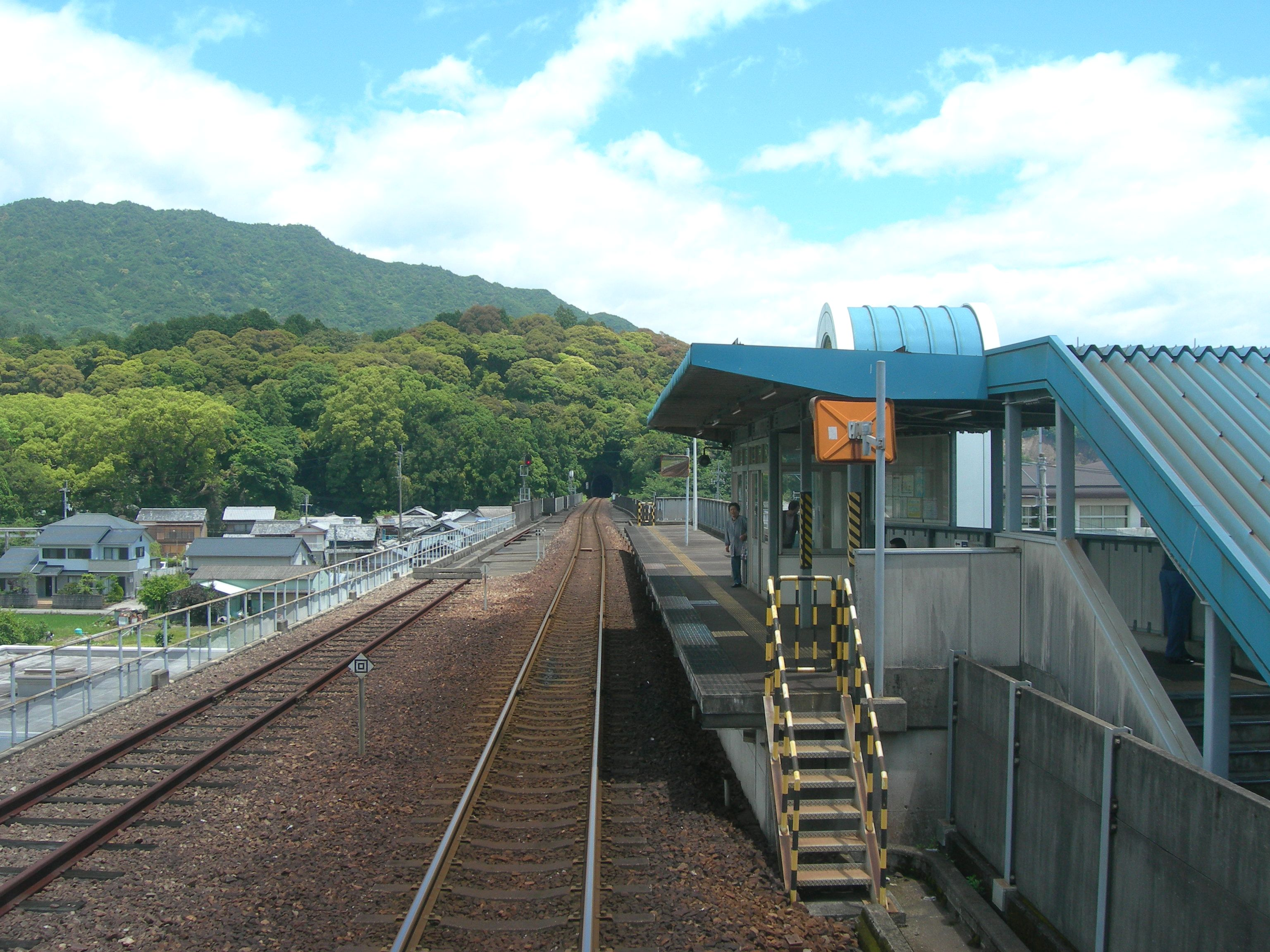
ホーム（DMV乗り入れ改良工事前）

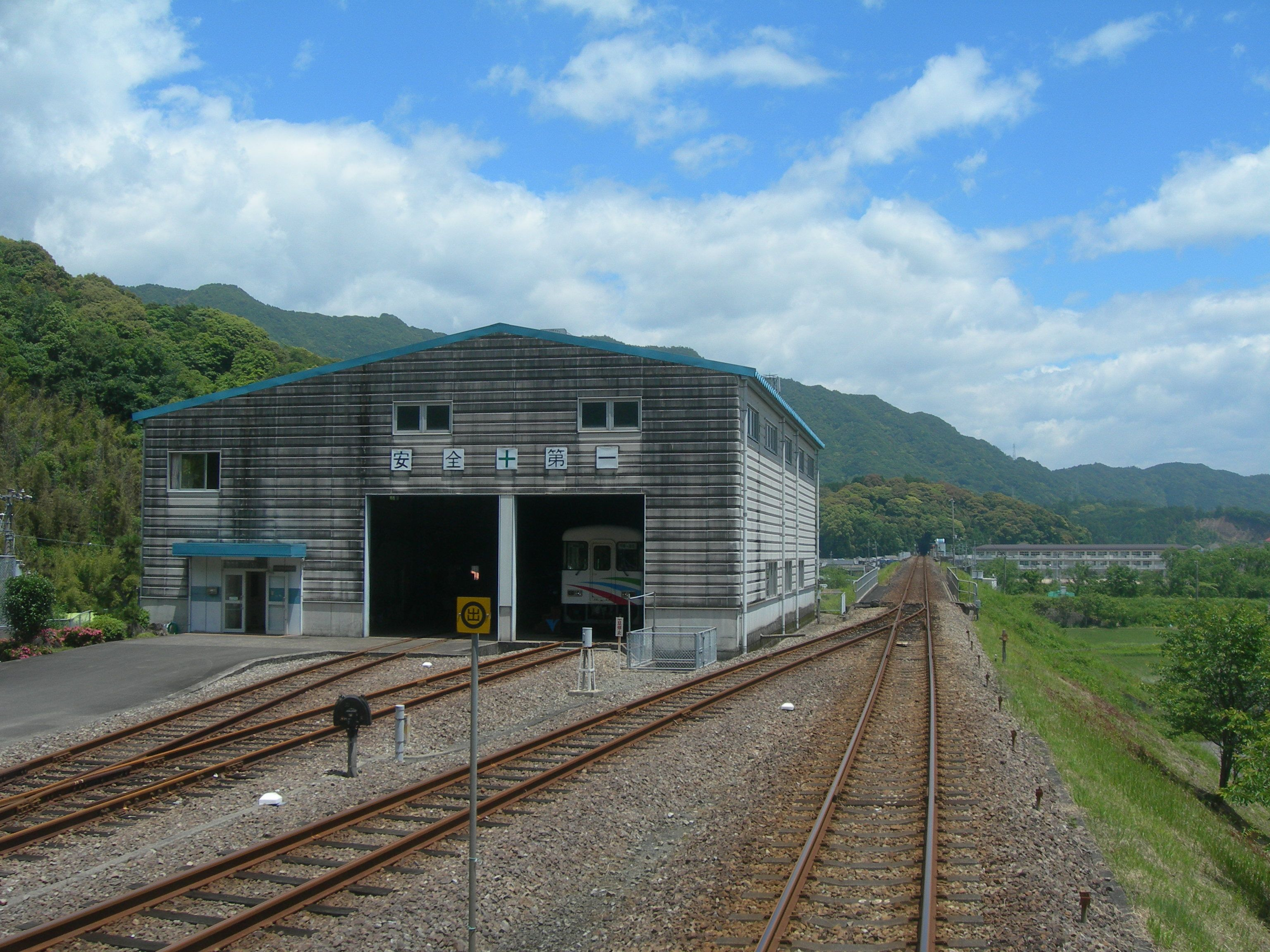
車庫

以下はDMV工事に入る前の2020年7月17日時点での状況である。
単式ホーム1面1線を有する高架駅。ホームの反対側にもレールがあったが、本線につながっておらず使われていなかった。甲浦方に車庫があり、本線から引き上げ線へ分岐するポイントがあった。
1999年から2014年3月31日まで、駅舎内に自動券売機が設置されていたが、同年4月1日の消費税引き上げに伴うJR四国の新運賃に対応出来ないため、券売機を撤去し窓口による硬券の手売りに切り替えた。
駅名標は那佐湾の朝焼けの風景をイメージしたデザインとなっていた。
普通鉄道車両運行時代の当駅の駅番号はAK29であった。

## 動物駅長
2010年（平成22年）8月にメダカが「駅長」に就任、駅長として水槽に展示された。
同年12月7日に駅長引継式が開催され、町内の宍喰漁港で捕れた雄雌1匹ずつ計2匹のイセエビが「駅長」に就任。雌が「あさちゃん」、雄が「てっちゃん」と名付けられた。これに伴いメダカは駅長を退任することとなった。

## 駅周辺
元は宍喰町（その後合併して海陽町）の玄関口として設けられた。
行政機関
- 海陽町役場宍喰庁舎
- 牟岐警察署海陽町宍喰駐在所

金融機関
- 日本郵便宍喰郵便局
- 阿波銀行宍喰支店
- かいふ農業協同組合宍喰事務所

医療機関
- 海陽町立宍喰診療所

教育機関
- 宍喰保育園
- 宍喰幼稚園
- 海陽町立宍喰小学校
- 海陽町立宍喰中学校
- 海陽町立宍喰図書館
- 海陽町立宍喰公民館

宗教施設
- 高野山真言宗大日寺

宿泊施設
- ホテルリビエラししくい

道路施設
- 道の駅宍喰温泉 - 駅から東北東へ約700メートル。阿佐海岸鉄道DMVはここからも発着している（甲浦経由）。

道路
- 徳島県道301号久尾宍喰浦線
- 国道55号
- 徳島県道309号金目宍喰浦線（旧国道55号）
- 阿南安芸自動車道海部野根道路宍喰IC（事業中）

河川
- 宍喰川

## バス路線

### 一般路線バス
徳島バス南部
- 宍喰駅前バス停を経由するのは一部便のみ。それ以外の便は宍喰祇園通バス停が最寄りである。
  - 海部駅前・海部高校前・海南病院（一部便のみ）・浅川駅前・鯖瀬・海部病院（一部便のみ）・牟岐方面
  - 甲浦口・海の駅東洋町方面

海陽町営バス
- 宍喰駅前バス停に停車する。日曜日や1月1日から3日までは運休。
  - 久尾線（上り）宍喰庁舎前・道の駅宍喰温泉・宍喰診療所前方面
  - 久尾線（下り）芥附・船津・久尾方面

### 高速バス
- 徳島バスの昼行高速バスが、当駅から約600メートル離れた道の駅宍喰温泉に位置する宍喰バス停（阿佐海岸鉄道の道の駅宍喰温泉バス停と同位置）に発着する。
  - 室戸・生見・阿南大阪線（上り）海部・海部高校前・浅川・牟岐・日和佐・由岐・橘営業所・阿南駅・高速舞子・ハービスOSAKA・なんば高速バスターミナル方面
  - 室戸・生見・阿南大阪線（下り）甲浦・生見方面
  - 室戸・生見・阿南大阪線（下り）甲浦・生見・野根・室戸世界ジオパークセンター・岬・室戸方面

※阿南駅 - 甲浦間のみ途中乗降可能。

## 隣の駅
阿佐海岸鉄道
■阿佐東線
海部駅 - 宍喰駅 -（甲浦信号場）